# Fernando (ur. 1999)
Fernando dos Santos Pedro znany jako Fernando (ur. 1 marca 1999 roku w Belo Horizonte, w stanie Minas Gerais, Brazylia) – brazylijski piłkarz, grający na pozycji napastnika.

## Kariera piłkarska

### Kariera klubowa
Wychowanek klubu Palmeiras, w barwach którego w 2017 rozpoczął karierę piłkarską. 16 czerwca 2018 podpisał kontrakt z Szachtarem Donieck. 2 września 2019 został wypożyczony do Sportingu Lizbona.